# Apamea in Bithynia
Apamea in Bithynia (łac. Archidioecesis Apamenus in Bithynia) – stolica historycznej archidiecezji w Cesarstwie Rzymskim (prowincja Bitynia), współcześnie w Turcji. Po raz pierwszy wzmiankowana w IV wieku. W XVIII w. została katolickim arcybiskupstwem tytularnym, jednak od 1802 nie posiadała tytularnego arcybiskupa. Ponownie ustanowiona archidiecezją tytularną w 1933 przez Piusa XI, ale od śmierci arcybiskupa Davida Mathew w 1975 ponownie wakuje.

## Arcybiskupi tytularni
| Lp. | Biskup                    | Funkcja | Od               | Do                |
| --- | ------------------------- | --- | ---------------- | ----------------- |
| 1   | Nicola Maria Tedeschi OSB | emerytowany biskup Lipari (Włochy)                                                                                           | 2 marca 1722     | 29 września 1741  |
| 2   | Stefano Evodio Assemani   | | 1736             | 24 listopada 1782 |
| 3   | Luigi Ruffo Scilla        | nuncjusz apostolski | 11 kwietnia 1785 | 9 sierpnia 1802   |
| 4   | David James Mathew        | delegat apostolski dla wschodniej i zachodniej Afryki, następnie wikariusz apostolski Ordynariatu Polowego Wielkiej Brytanii | 20 lutego 1946   | 12 grudnia 1975   |